# Bradley Winslow
Bradley Winslow (1 de agosto de 1831-24 de octubre de 1914) fue un soldado, político y abogado estadounidense que se desempeñó como coronel del 186.º Regimiento de Nueva York desde 1864 hasta 1865 durante la Guerra de Secesión. Winslow también fue miembro del Senado de Nueva York en 1880 y alcalde de Watertown, Nueva York, en 1875.
Winslow luchó en la Campaña del Norte de Virginia en 1862 como teniente coronel y fue ascendido a coronel en septiembre de 1864. Durante su tiempo como coronel, ayudó al Ejército de la Unión a capturar fuertes durante el Campaña de Petersburg y fue dado de baja en junio de 1865 después de sufrir una herida de bala. Winslow recibió un brevet de Abraham Lincoln el 9 de abril de 1865 por «conducta valiente y galante» durante la campaña.

## Infancia y primeros años de carrera
Los antepasados de Winslow fueron pioneros ingleses. Uno de esos antepasados fue Kenelm Winslow, un peregrino que viajó a Plymouth, Massachusetts, en 1629.
Bradley Winslow nació el 1 de agosto de 1831 en la granja de su padre, John Winslow, en el pueblo de Watertown, Nueva York, ≈ 2.75 millas de distancia de la ciudad de Watertown. Winslow asistió a escuelas en el distrito escolar de la ciudad de Watertown cuando era niño. El 1 de diciembre de 1847, Winslow comenzó a asistir a Cazenovia College. En 1851 y 1852, estudió en el Seminario Falley. De 1852 a 1853, Winslow estudió en el Seminario de Wyoming.
Winslow comenzó a estudiar derecho en la oficina de James F. Starbuck en otoño de 1853. En 1854, Winslow comenzó a asistir a la Escuela de Derecho de Poughkeepsie. Winslow fue admitido en el colegio de abogados en julio de 1855. Starbuck le enseñó a Winslow en el primer año de abogado de Winslow. Winslow abrió un bufete de abogados el 1 de enero de 1856, después de un año con Starbuck. En la primavera de 1856, Winslow comenzó a trabajar con J. L. Bigelow, y el dúo fundó Winslow & Bigelow, un bufete de abogados. En 1859, Winslow fue nominado para ser fiscal de distrito del condado de Jefferson, Nueva York, y fue elegido el 1 de enero de 1861.

## Carrera militar

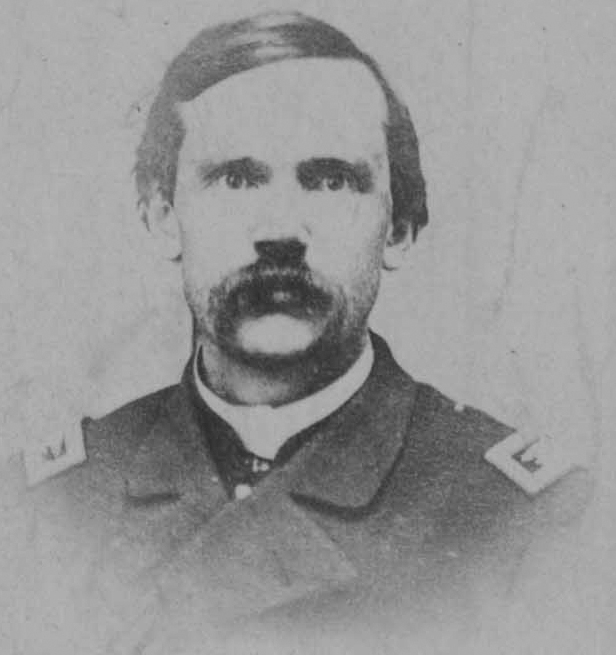
Winslow durante su tiempo como General de Brigada de Voluntarios de los Estados Unidos en 1865.

La Guerra de Secesión estalló en 1861. Cuando comenzó, Winslow renunció como fiscal de distrito y se ofreció como voluntario para convertirse en primer teniente en Black River Corps, una organización militar del Ejército de la Unión en Watertown, el 13 de mayo de 1861. Winslow fue reclutado en la Compañía A del 35.º Regimiento de Infantería de Nueva York el 11 de junio de 1861, como capitán. Winslow fue ascendido a teniente coronel el 31 de agosto de 1861. El 26 de octubre de 1861, Winslow y su regimiento capturaron la caballería del teniente H. J. Siegal cerca de Falls Church, Virginia.
En agosto de 1862, Winslow luchó en la campaña de Virginia del Norte, y el 9 de agosto de 1862, Winslow y su regimiento lucharon en la Batalla de Cedar Mountain, además de estar al mando de su regimiento en la Primera Batalla de Rappahannock Station el 23 de agosto de 1862. Del 28 al 30 de agosto de 1862, Winslow luchó en la Segunda Batalla de Bull Run. Mientras luchaba en la campaña de Virginia del Norte, Winslow contrajo fiebre tifoidea y renunció al Ejército de la Unión el 18 de diciembre de 1862 y recibió una baja honorable. En 1864, el presidente Abraham Lincoln pidió 500 000 hombres para unirse al Ejército de la Unión, y Winslow se reincorporó al ejército el 22 de agosto de 1864. Fue reclutado como coronel de la 186.º Regimiento de Infantería de Nueva York el 28 de septiembre de 1864.

### Ataque a Fort Mahone
Ulysses S. Grant quería atacar al ejército confederado en Petersburg, Virginia, y obligarlos a abandonar Petersburg y la capital confederada, Richmond, Virginia. Después de la Batalla de Five Forks el 1 de abril de 1865, Grant ordenó al Ejército de la Unión que atacara Petersburgo.
Al día siguiente, el 2 de abril de 1865, el Ejército de la Unión atacó Petersburgo. El general Simon Goodell Griffin ordenó a seis de sus regimientos que formaran una columna alrededor de las 2 a. m., con un regimiento parado frente al otro. Su plan era que todos sus regimientos atacaran la Batería 28, un fuerte entre Fort Heaven y Fort Mahone, y finalmente uno de los regimientos irrumpiría en el fuerte. El 186.º Regimiento de Nueva York fue el último de la columna. Winslow recordó más tarde que mientras se preparaba para capturar el fuerte, escuchó «gritos, silbidos y proyectiles, intercalados con el zumbido agudo y el silbido de las balas de plomo, parecían pasar por todas partes por encima de nuestras cabezas».
A las 4:30 a. m., el ataque comenzó. Todos los regimientos del frente fueron fusilados, hasta que el 186.º regimiento fue el último regimiento que quedó. El 186.º Regimiento de Nueva York capturó rápidamente la Batería 28. El ejército confederado todavía mantenía una línea secundaria, y aún tenía capturado Fort Mahone, y dispararon contra Winslow y su regimiento. Winslow recibió un disparo entre sus costillas inferiores izquierdas por una bala Minié, que atravesó su cuerpo y salió por el lado derecho cerca de su columna.
Winslow fue nombrado general de brigada de Voluntarios de Estados Unidos por Abraham Lincoln el 9 de abril de 1865, por «conducta valiente y galante», con permiso del Senado de los Estados Unidos. Winslow fue dado de baja del ejército el 2 de junio de 1865. Fue nombrado teniente en la 22.ª Infantería de los Estados Unidos, pero dejó el ejército y regresó a Watertown, convirtiéndose de nuevo en abogado. El 13 de junio de 1865, el general Simon Goodell Griffin envió una carta a Winslow agradeciéndole su valentía durante el asedio de Petersburgo.

Mi querido coronel: Es un sincero placer informarle que he recomendado su ascenso al rango de general de brigada con brevet por su valentía y conducta valiente en el campo de batalla durante el asalto a las líneas enemigas frente a Petersburg el 2 de abril. 1865.

Me complace mucho, coronel, hacer este reconocimiento a sus meritorios servicios como comandante de su regimiento, y a la manera valiente y juiciosa en que manejó su regimiento en mi presencia durante el compromiso del 2 de abril, compromiso que será siempre memorable en la historia de nuestra nación. Con sincera estima, tengo el honor de ser suyo, etc.
S. G. Griffin

## Carrera posterior

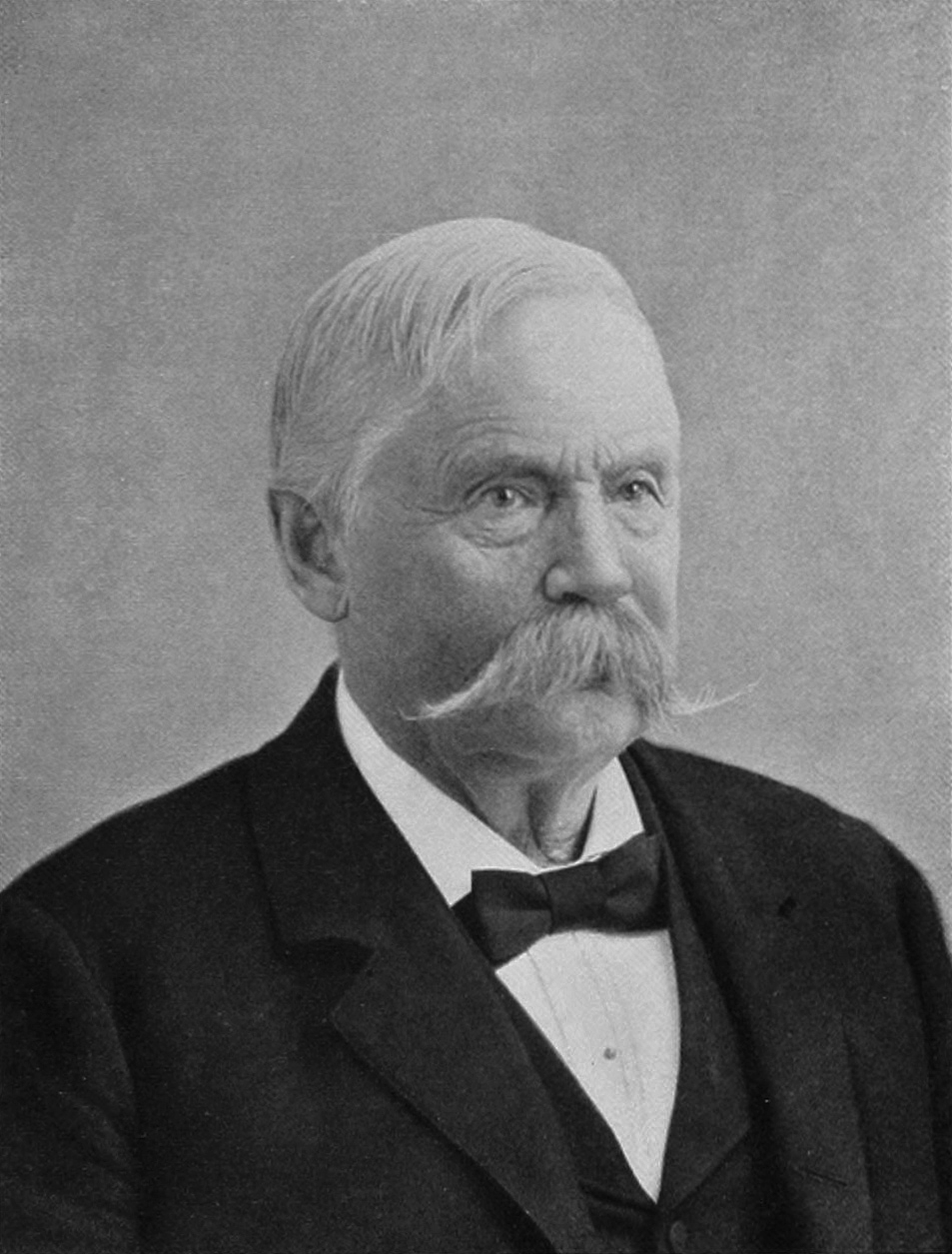
Winslow en 1898.

El 25 de octubre de 1865, Winslow fue elegido fiscal de distrito del condado de Jefferson nuevamente hasta 1868. Winslow fue nombrado general de brigada de la Guardia Nacional como jefe de la 16.ª Brigada durante unos seis años. Winslow fue elegido alcalde de la ciudad de Watertown en diciembre de 1875 por un período. Winslow decidió no ser reelegido. Winslow fue miembro del Distrito 21 del Senado de Nueva York en 1880 y 1881 como republicano.
De 1883 a 1884, dirigió el periódico Northern New York Republican. En junio de 1908, Winslow fue delegado en la Convención Nacional Republicana de 1908 para nominar a un candidato a miembro del distrito 28 del Congreso de los Estados Unidos (ahora el distrito 21). Winslow fue el voto unánime para ser el presidente. En diciembre de 1912, Luther Wright Mott redactó un proyecto de ley privado en el que retiraba oficialmente a Winslow. Winslow recibió un pago de $ 3000 al año, equivalente a $ 94717 en la actualidad.

## Vida personal y muerte

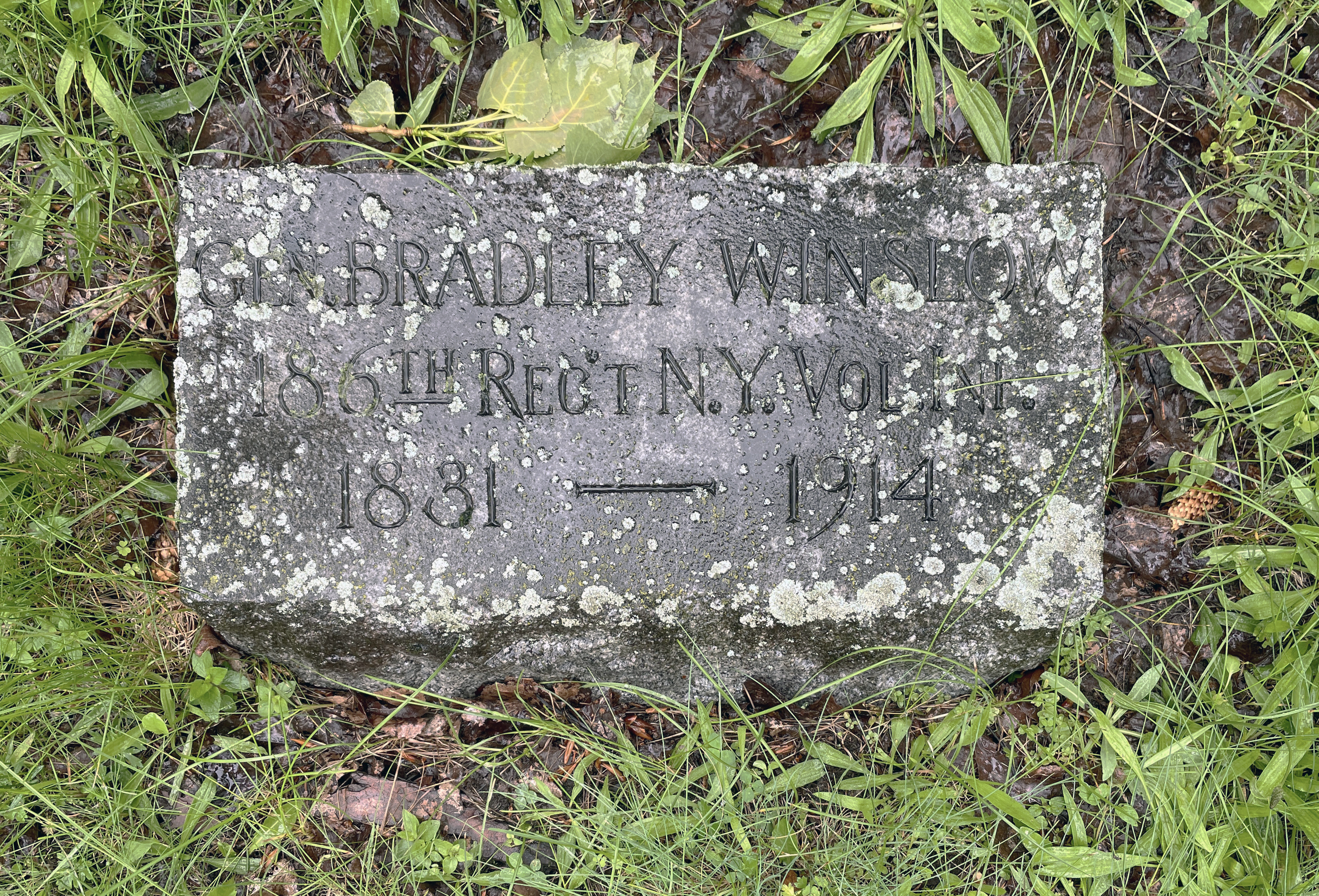
Lápida de Winslow en el cementerio de Brookside, Watertown, Nueva York.

La madre de Winslow murió cuando él tenía 14 años. El 21 de marzo de 1847, Winslow comenzó a vivir con su tío, Willard Ives. Winslow se casó con Geraldine M. Cooper el 15 de noviembre de 1855 y tuvieron tres hijos, un niño y dos niñas. Su hijo, John Cooper Winslow, nació el 22 de octubre de 1856 en Watertown. Geraldine murió el 24 de agosto de 1896, luego de ser arrojada accidentalmente de un carruaje. Winslow se volvió a casar con Poppie H. Burdick el 22 de enero de 1901, en el condado de Cook, Illinois.
Winslow murió el 24 de octubre de 1914 a las 2:30 p. m. después de haber estado enfermo de neumonía durante unos pocos días en el hospital de la ciudad. Winslow fue enterrado en el cementerio de Brookside en Watertown, Nueva York.< Fue miembro del Gran Ejército de la República hasta su muerte, y ayudó a iniciar el Joe Spratt Post Número 323 en Watertown.